# Hogelijk samengesteld getal
Een hogelijk samengesteld getal is een positief geheel getal dat meer delers heeft dan enig kleiner positief geheel getal. Ze zijn in een bepaald opzicht de tegenovergestelden van priemgetallen. De Indische wiskundige S. Ramanujan bestudeerde  deze getallen als eerste.
De eerste twintig hogelijk samengestelde getallen zijn:
| getal         | 1 | 2 | 4 | 6 | 12 | 24 | 36 | 48 | 60 | 120 | 180 | 240 | 360 | 720 | 840 | 1260 | 1680 | 2520 | 5040 | 7560 | 10 080[1] |
| aantal delers | 1 | 2 | 3 | 4 | 6  | 8  | 9  | 10 | 12 | 16  | 18  | 20  | 24  | 30  | 32  | 36   | 40   | 48   | 60   | 64   | 72[2]     |
Er is een oneindig aantal hogelijk samengestelde getallen. Stel namelijk dat n een willekeurig hogelijk samengesteld getal is. Dan heeft 2n meer delers dan n, immers 2n is een deler en alle delers van n eveneens. Dus is 2n zelf een hogelijk samengesteld getal of er is een getal kleiner dan 2n, maar groter dan n dat een hogelijk samengesteld getal is.
Grofweg gesproken, om een hogelijk samengesteld getal te vinden, moeten zijn priemfactoren zo klein mogelijk zijn, maar niet te veel van dezelfde.
Als we een getal n als volgt ontbinden in priemfactoren:
{\displaystyle n=p_{1}^{c_{1}}\times p_{2}^{c_{2}}\times \cdots \times p_{k}^{c_{k}}}
waarin {\displaystyle p_{1}<p_{2}<\cdots <p_{k}} priemgetallen zijn, en de exponenten {\displaystyle c_{i}} alle positief geheel, dan is het aantal delers van n precies
{\displaystyle (c_{1}+1)\times (c_{2}+1)\times \cdots \times (c_{k}+1)}
Dus, voor n om een hogelijk samengesteld getal te zijn,
- moeten de k gegeven priemgetallen {\displaystyle p_{i}} precies de eerste k priemgetallen (2, 3, 5, ...) zijn; zo niet, dan kunnen we een van de gegeven priemgetallen vervangen door een kleiner priemgetal, en dus een kleiner getal dan n krijgen met hetzelfde aantal delers (bijvoorbeeld 10 = 2 × 5 kan vervangen worden door 6 = 2 × 3; beide met 4 delers);
- de rij van exponenten moet monotoon niet-stijgend zijn, dat is {\displaystyle c_{1}\geq c_{2}\geq \cdots \geq c_{k}}; anders zouden we door twee foute exponenten te verwisselen opnieuw een kleiner getal dan n krijgen met hetzelfde aantal delers (bijvoorbeeld: {\displaystyle 18=2^{1}\times 3^{2}} kan vervangen worden door {\displaystyle 12=2^{2}\times 3^{1}}, beide met 6 delers).

Ook, behalve in twee speciale gevallen n = 4 en n = 36, is de laatste exponent ck precies gelijk aan 1.
De uitspraak dat de rij van exponenten monotoon niet-stijgend is, komt overeen met de uitspraak dat een hogelijk samengesteld getal een product is van primorialen.
Hogelijk samengesteld getallen hoger dan 6 zijn ook overvloedige getallen. Men hoeft alleen te kijken naar de drie of vier hoogste delers van een bepaald hogelijk samengesteld getal om dat feit te kunnen vaststellen.
Veel van deze getallen zijn gebruikt in een traditioneel maatsysteem, en ingenieurs neigen er toe deze te gebruiken in hun ontwerpen, door hun gemak bij het rekenen met breuken.
Als {\displaystyle Q(x)} het aantal hogelijk samengesteld getallen aanduidt die kleiner of gelijk zijn aan {\displaystyle x}, dan zijn er twee constanten a en b, beide groter dan 1, zodanig dat
{\displaystyle \left(\ln x\right)^{a}\leq Q(x)\leq \left(\ln x\right)^{b}},
met het eerste deel van de ongelijkheid bewezen door Paul Erdős in 1944 en het tweede deel in 1988 door de Franse wiskundige Jean-Louis Nicholas.